# Tommy (EP)
Tommy é um EP  da banda de rock britânica The Who. Foi lançado exclusivamente no Reino Unido em 6 de novembro de 1970 como substituto do single "See Me, Feel Me", que havia sido recolhido pouco depois de seu lançamento.

## Faixas
Todas as canções compostas por Pete Townshend.
1. "Overture"
2. "Christmas"
3. "I'm Free"
4. "See Me, Feel Me"